# الصلول (مكيراس)

تعديل مصدري - تعديل

الصلول هي إحدى قرى عزلة مكيراس بمديرية مكيراس التابعة لمحافظة البيضاء، بلغ تعداد سكانها 745 نسمة حسب تعداد اليمن لعام 2004.